# URAL NEXT
Der URAL NEXT (russisch УРАЛ NEXT) ist ein Lastwagen mit Allradantrieb aus der Produktion des russischen Uralski Awtomobilny Sawods (UralAZ). Er ist der Nachfolger des deutlich bekannteren Ural-4320 und wird seit 2015 in Serie gebaut. Einige Versionen des Fahrzeugs nutzen das Chassis des Ural-5557 als Basis.

## Fahrzeugbeschreibung

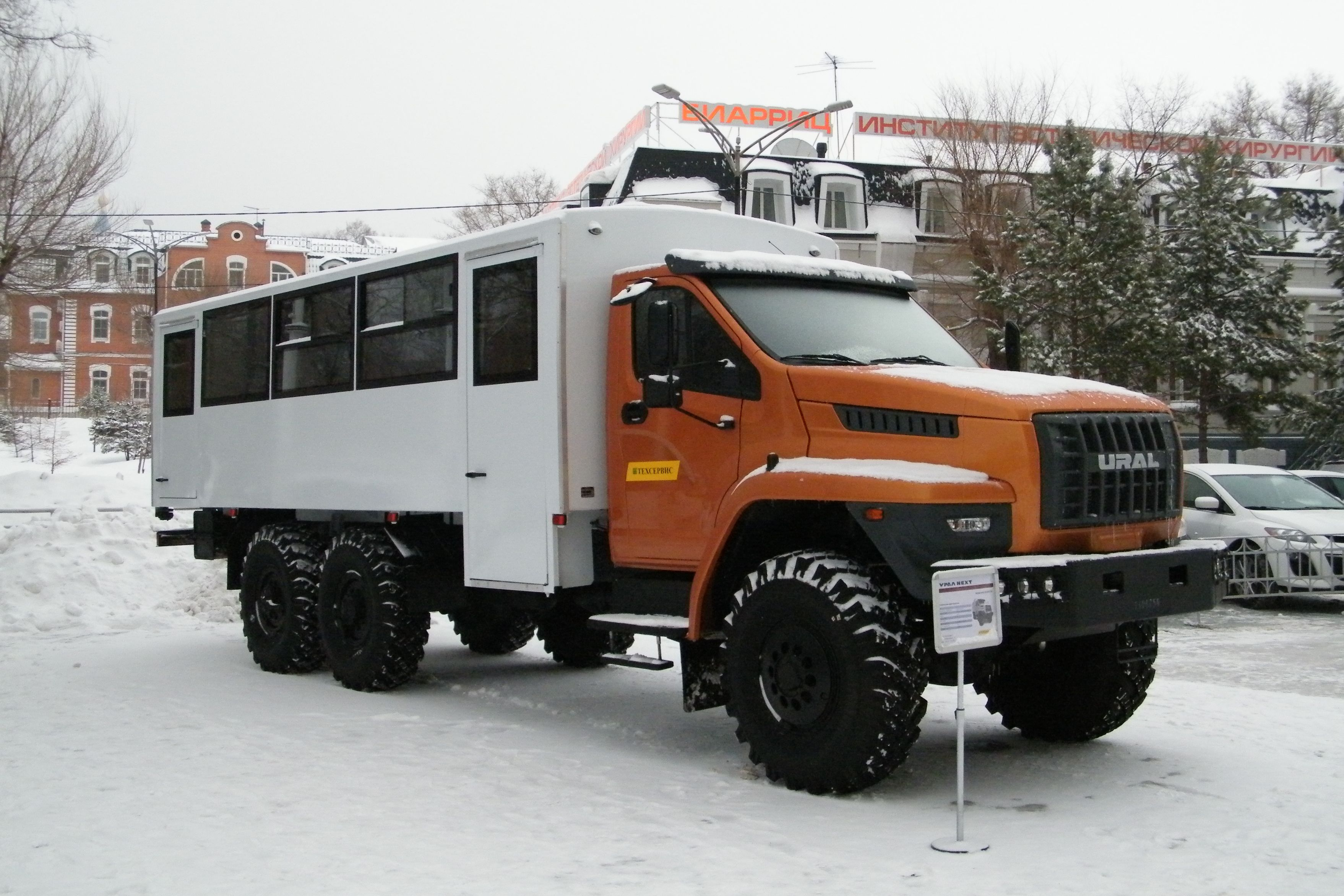
URAL NEXT mit Aufbau zur Personenbeförderung (2016)

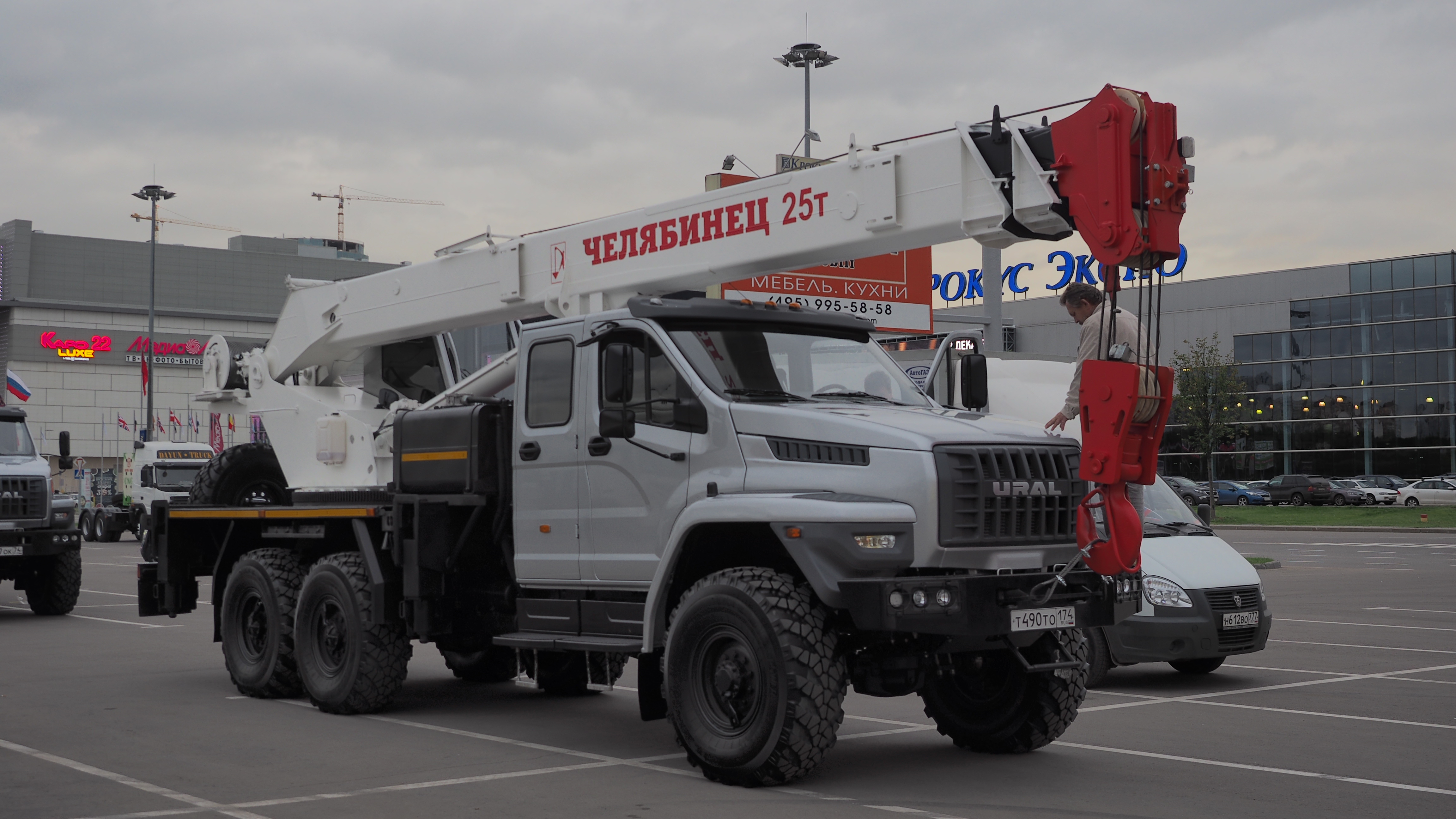
Fahrzeugkran auf Basis des URAL NEXT mit Doppelkabine (2015)

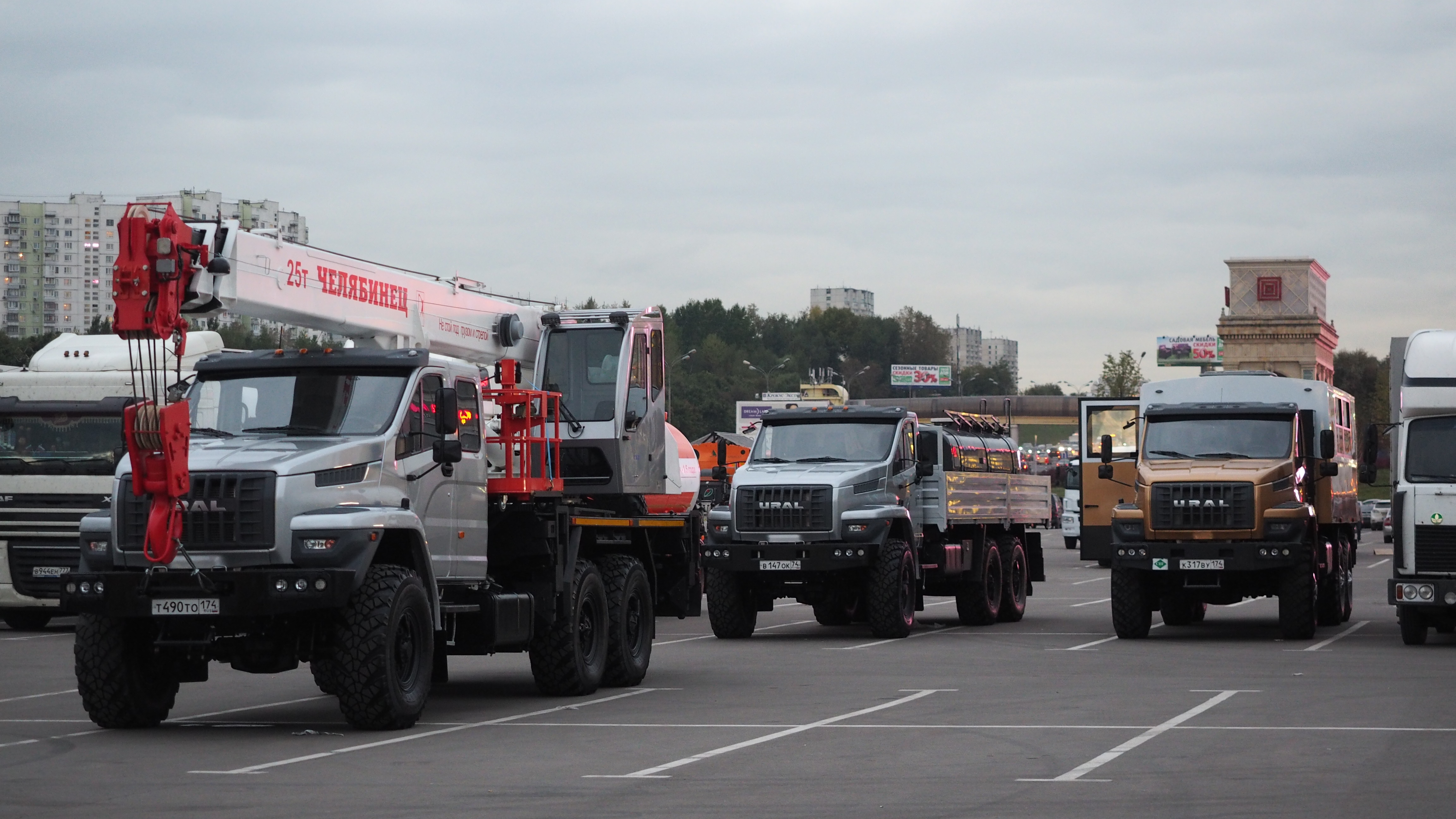
Verschiedene URAL NEXT nebeneinander (2015)

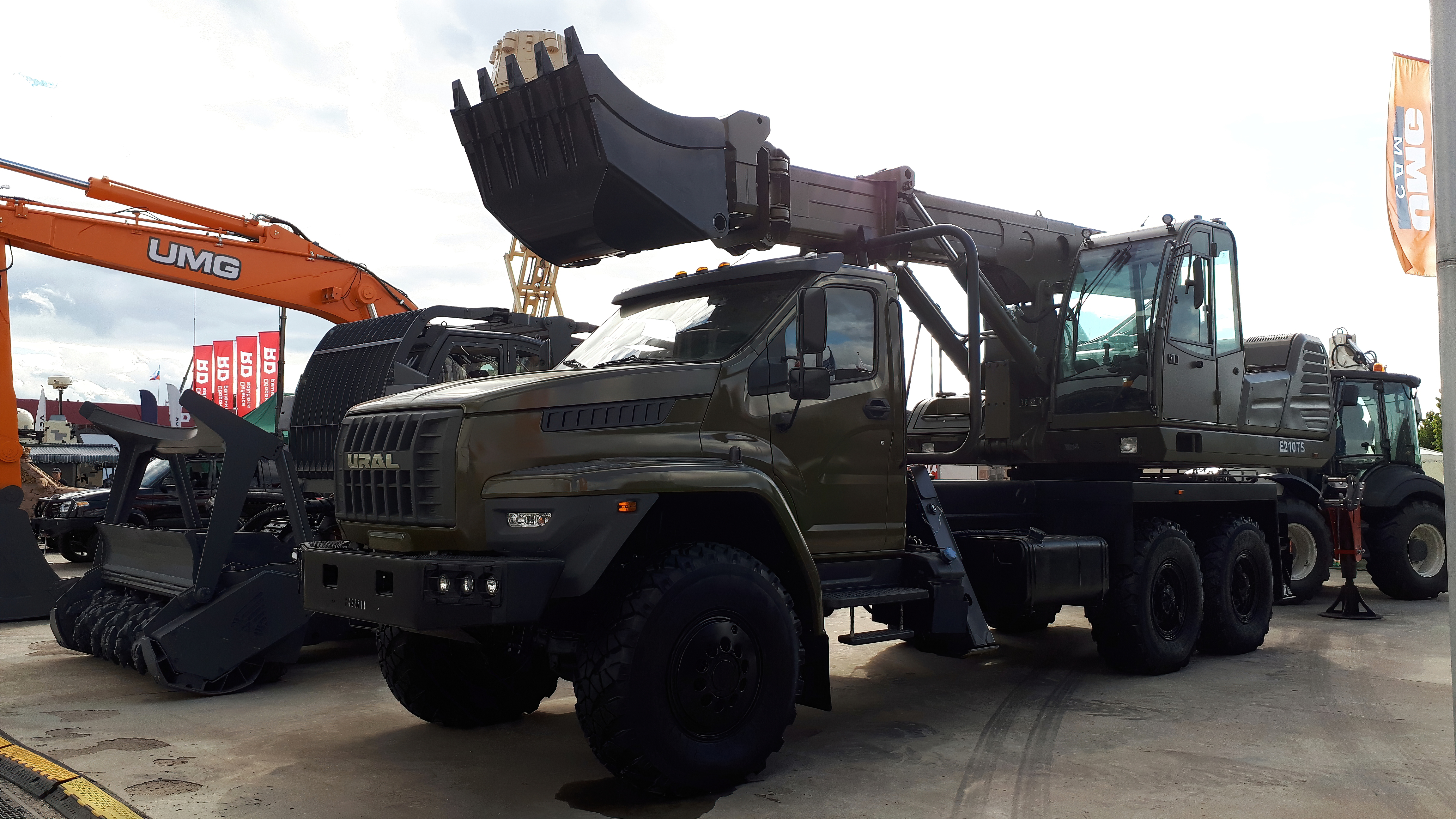
Mobilbagger auf Fahrgestell Ural-4320-6951-74 (fotografiert 2020)

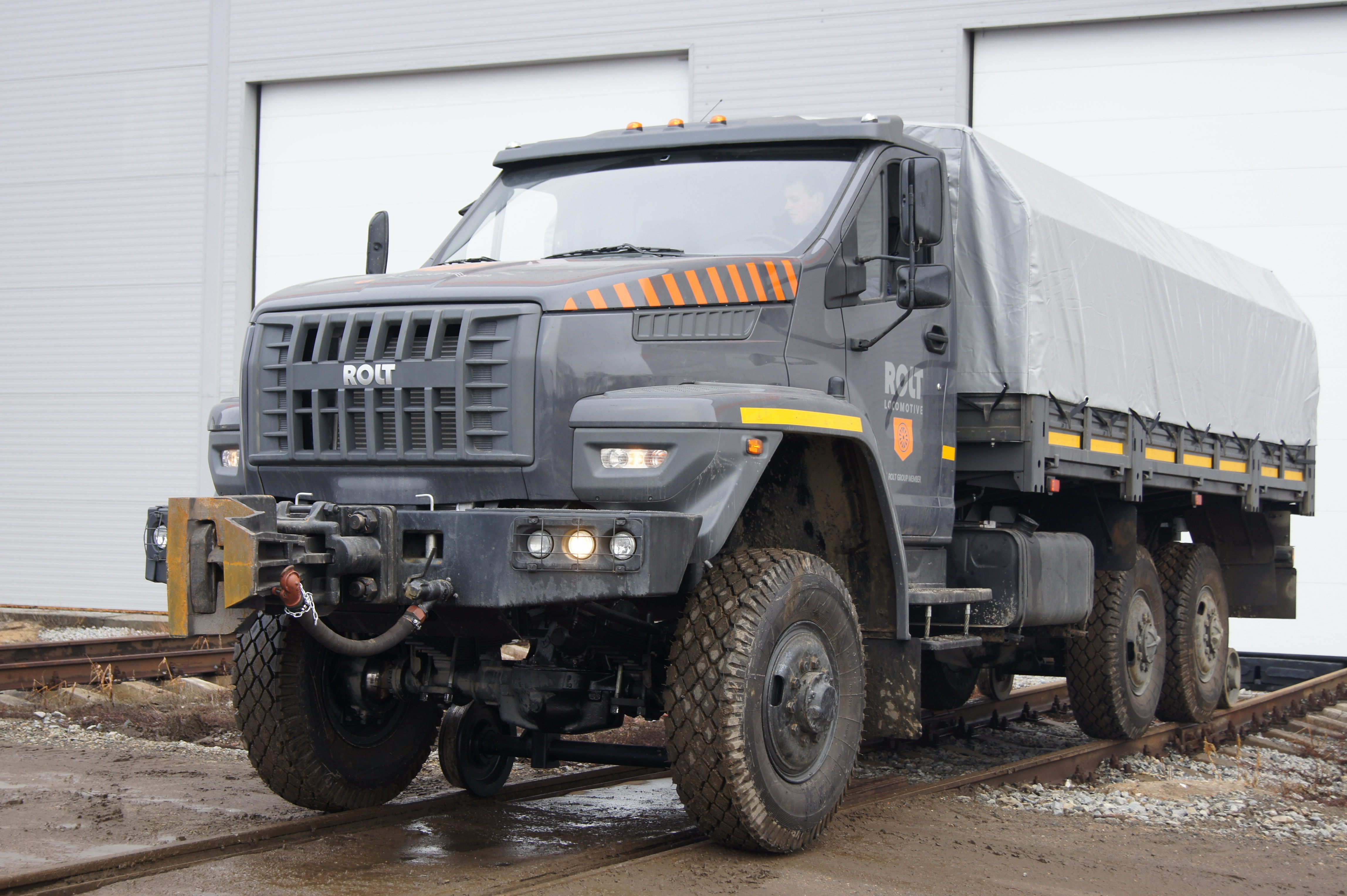
URAL NEXT als Zweiwegefahrzeug

Erste Prototypen für einen Nachfolger des bereits seit 1977 in Serie gebauten Ural-4320 tauchten im März 2014 auf. Damals war noch nicht klar, ob das Modell tatsächlich in Serie gefertigt werden würde. Während die Schreibweise in der Presse uneinheitlich auch Ural Next oder Ural NEXT lautet, weist der Hersteller das Fahrzeug eindeutig als URAL NEXT (beziehungsweise im kyrillischen Schriftsystem УРАЛ NEXT) aus.
Die Serienproduktion des URAL NEXT begann am 24. November 2015 im Uralski Awtomobilny Sawod in Miass. Da das Unternehmen zur GAZ-Gruppe gehörte, wurde bei dem neuen Fahrzeug auf die Fahrerkabine des Kleintransporters GAZelle NEXT zurückgegriffen, der bereits seit 2013 bei GAZ in Serie gebaut wird. Die Motorhaube und auch die Kotflügel dagegen wurden neu entwickelt. Die Investitionen durch das Unternehmen beliefen sich auf etwa 800 Millionen Rubel.
Die Fahrerhäuser für die Lastwagen werden komplett bei GAZ in Nischni Nowgorod produziert. Die Blechteile dafür liefert das japanische Unternehmen Komatsu. Sämtliche verfügbare Motoren liefert das Jaroslawski Motorny Sawod zu. Es werden Sechszylinder-Dieselmotoren mit einem Leistungsspektrum von 240 bis 312 PS (176 bis 229 kW) angeboten. Die maximale Lebensdauer der Motoren wird mit einer Million Kilometer angegeben, bei Wartungsintervallen von 15.000 Kilometern. Das Getriebe stammt vom deutschen Unternehmen ZF Friedrichshafen. Dagegen wird zum Beispiel das zweistufige Untersetzungsgetriebe noch immer im UralAZ selbst gefertigt.
Der Preis eines URAL NEXT beginnt bei etwa 2,8 Millionen Rubel, was mit Stand Juli 2016 etwa 40.000 Euro entspricht. Typische Konkurrenten des URAL NEXT sind am russischen Markt unter anderem der KrAZ-6322, der KamAZ-43118, der MAZ-6317 oder der Mercedes-Benz Zetros.

## Modellvarianten
Der URAL NEXT wird in zwei sich grundsätzlich unterscheidenden Varianten angeboten. Zum einen als Modell mit drei Achsen, zum anderen gibt es eine Version mit nur zwei Achsen. Dieses Fahrzeug ist entsprechend der Nachfolger des Ural-43206.
Das dreiachsige Modell dient als Basis für verschiedene Aufbauten. Neben dem standardmäßigen Pritschenaufbau gibt es Kipper genauso wie Autokräne oder Fahrzeuge zum Transport von Personen durch unwegsames Gelände. Der Kipper nutzt das Fahrgestell des Ural-5557 als Grundlage. Neben Einzelkabinen werden auch Lastwagen mit Doppelkabine gebaut, so wie es auch von der GAZelle NEXT Ausführungen mit Doppelkabine gibt.

## Technische Daten
Die hier aufgeführten Daten gelten für das Fahrgestell des URAL NEXT mit Aufbau für den Personentransport und mit der größten Motorisierung. Die mit einem Stern versehenen Werte gelten für das Fahrgestell ohne Aufbau.
- Motor: Viertakt-R6-Dieselmotor
- Motortyp: JaMZ-53602.10
- Leistung: 312 PS (229 kW)
- maximales Drehmoment: 1226 Nm
- Hubraum: 6,65 l
- Bohrung: 105 mm
- Hub: 128 mm
- Motorgewicht: 620 kg
- Abgasnorm: EURO 4
- Treibstoffverbrauch: 38 l/100 km[10]
- Getriebe: manuelles Neungang-Schaltgetriebe
- Getriebetyp: ZF 9S1310TO von ZF Friedrichshafen
- Untersetzungsgetriebe: zweistufig, aus Fertigung des UralAZ
- Höchstgeschwindigkeit: 85 km/h
- Tankinhalt: 300 + 210 l
- Antriebsformel: 6×6

Abmessungen und Gewichte
- Länge: 10.750 mm
- Breite: 2550 mm
- Höhe: 3700 mm
- Länge des Aufbaus: 6090 mm
- Leergewicht: unter 10.000 kg*
- Zuladung: 12.500 kg*
- zulässiges Gesamtgewicht: 22.500 kg*
- Reifengröße: 425/85 R21
- maximale Wattiefe: 0,7 m